# King Koyeba

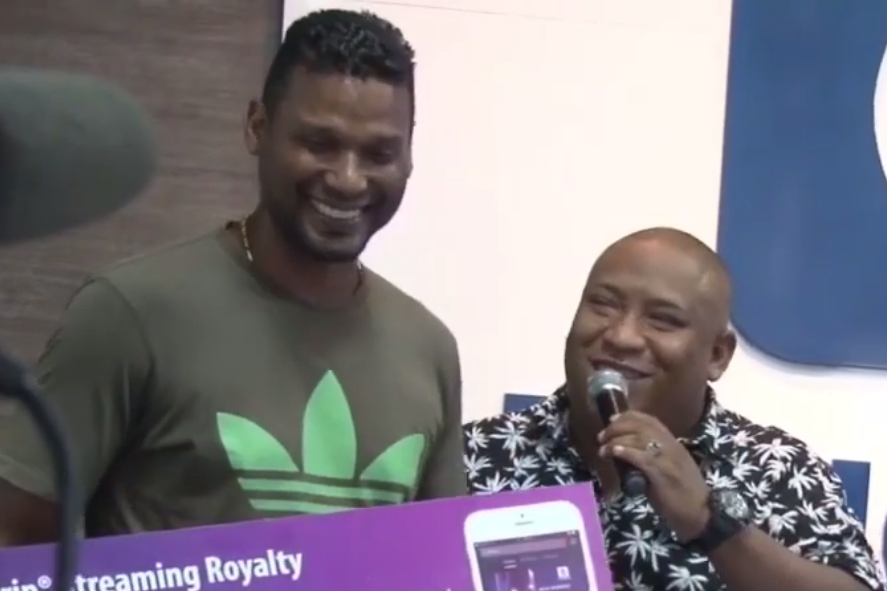
King Koyeba (izquierda), 2019

Lowinzo Misiedjan (Paramaribo, Surinam, 11 de enero de 1985), conocido como el King Koyeba, es un músico de ascendencia surinamesa de origen cimarrón.
Canta principalmente en idiomas: creole (aukan) y sranan tongo. A los dieciséis años Misiedjan fundó con un amigo la banda Ghetto Crew. Con la banda realizó dos álbumes: Wadada y Feti mu Wi'a ya. En agosto de 2004 se lanzó como solista bajo el nombre de King Koyeba.
Durante el año 2005 lleva a cabo una serie de presentaciones en los Países Bajos.
Desde entonces ha realizado numerosos shows en vivo, siendo mencionado como uno de los ejemplos destacados de música cimarrón en Surinam.

## Significancia
King Koyeba es uno de los nativos cimarrones que ha creado un nuevo espacio musical a través de marcar la diferencia de su grupo étnico. Para los cimarrones la música ofrece un marco para exponer la cultura de su grupo.
La música posee sus raíces en el material en bruto que aportan las identidades colectivas y los sitios autóctonos.
El estilo dancehall que utiliza King Koyeba la permite mostrar su mundo — los temas, melodías y ritmos dan origen a un espacio musical. Además de buscar una identidad la música es un vehículo para la crítica social. Las letras atacan el gobierno: las calles de los guetos — con presencia de prostitutas, gente sin hogar, vividores y adictos a las drogas.
Uno de los temas de King Koyeba, titulado "Kinki yu libie" (Cambia tu vida), es un ejemplo de este tipo de técnicas, motivaciones como también de la combinación de escalas locales y foráneas.